# Perisama bonplandii
Perisama bonplandii är en fjärilsart som beskrevs av Guérin-meneville 1844. Perisama bonplandii ingår i släktet Perisama och familjen praktfjärilar. Inga underarter finns listade i Catalogue of Life.